# Antoinette Fouque
Antoinette Fouque (de soltera Grugnardi) (1 de octubre de 1936 - 20 de febrero de 2014) fue una psicoanalista, escritora, periodista y feminista francesa que participó en el movimiento de liberación de la mujer. Fouque lideró uno de los grupos que originalmente formaron el Movimiento de Liberación de la Mujer Francesa (MLF) y ayudó a fundar las Éditions des femmes en Mouvement, ediciones para mujeres, así como la primera colección de audiolibros en Francia Bibliothèque des voix, biblioteca de voces. Su posición en la teoría feminista era principalmente esencialista y estaba fuertemente basada en el psicoanálisis.

## Biografía
Fouque nació en un barrio pobre de Marsella, hija de Alexis Grugnardi, un sindicalista de Córcega, y de madre de origen italiano emigrada desde Calabria por razones económicas. Desde pequeña escuchó los discursos del dirigente comunista Maurice Thorez. Se convirtió en profesora y desarrolló un interés en la cultura latina y la literatura italiana. Casada con René Fouque participó en la revista literaria Cahiers du Sud. Después del nacimiento de su hija en 1964 se da cuenta de las dificultades que las mujeres enfrentan cuando son madres y están casadas, especialmente en un entorno intelectual.
Entre 1965 y 1969, fue lectora de manuscritos italianos para la editorial Éditions du Seuil y comenzó a leer a Jacques Lacan antes de leer a Sigmund Freud. Después de casarse con René Fouque, se mudó a París para estudiar literatura en la Sorbona. En el 1960, se matriculó en el EPHE (École Pratique des Hautes Études) para hacer una tesis en vanguardias literarias que abandonó para proseguir su activismo junto a las mujeres. Fue durante un seminario de Barthe, en enero de 1968, donde conoció a Monique Wittig. Horrorizada por el sexismo en el mundo intelectual empezó a frecuentar entornos activistas. En mayo del mismo año, junto a Wittig y Josiane Chanel formó uno de los primeros grupos de las mujeres.  
En 1970 este grupo pasó a formar parte del Movimiento francés de Liberación de las mujeres (MLF), movimiento que contaba con múltiples grupos en toda Francia sin un liderazgo formal. Fouque negó ser feminista y rehusó al existencialismo de Simone de Beauvoir a favor del estructuralismo y el marxismo libertario. Su grupo se llamó Psychanalyse et Politique. Los conflictos dentro del movimiento fueron consecuencia de las diferentes influencias que recibieron Fouque -del psicoanalista Jacques Lacan- y Wittig, del filósofo y sociólogo Herbert Marcuse. En abril de 1971 muchas activistas del MLF firmaron el Manifesto de las 343 escrito por Simone de Beauvoir y publicado en Le Nouvel Observateur que reunía las firmas de personalidades como Catherine Deneuve afirmando haber abortado, exponiéndose así a un proceso penal. Finalmente, en 1974 la ley de despenalización del aborto presentada por la ministra de salud Simone Vell fue aprobada por un período de cinco años. 
En ese mismo año Fouque consiguió financiación para Éditions des femmes por Sylvina Boissonnas, heredera de la familia Schlumberger, para imprimir trabajos para el movimiento feminista. En las actividades de las librerías se abogaba por el resurgimiento de un espacio de mujeres dedicado a las creaciones de mujeres en galerías, y la organización de reuniones y debates en París. En octubre de 1979, Fouque registró las sigla del MLF como asociación con el mismo nombre, lo que produjo controversia con Beauvoir, quien escribió contra esta apropiación del MLF. Creó además varias organizaciones como la Universidad de los estudios de las mujeres en 1978, el instituto de Búsqueda de la Ciencia de las Mujeres en 1980, el Observatorio de Misoginia en 1989, el Club de Paridad 2000 en 1990, así como la alianza de las Mujeres para la Democracia (AFD). Se doctoró en ciencias políticas, y fue directora de investigaciones en París 8 Universidad en 1994 y miembro del Observatorio de Igualdad de Género en 2002.
Fouque desde niña vivió con poliomielitis. Durante muchos años caminó con dificultad usando muletas hasta que en la madurez un nuevo ataque la confinó en una silla de ruedas que dirigía con un mando eléctrico. Cada vez tenía menos movilidad. Murió el 20 de febrero de 2014 en París, donde se le rindió un homenaje. El 26 de febrero fue enterrada en el cementerio de Montparnasse contando con la presencia de muchas personalidades incluyendo políticos e intérpretes.

### Su visión y formación psicoanalíticas
Fouque comenzó en el psicoanálisis en 1971, pero sus credenciales no fueron claramente establecidas. Entre 1969 y 1975, Fouque experimentó con Jacques Lacan; aunque lo dejó para criticar a Jean-Paul Sartre y Simone de Beauvoir. Durante aquel periodo también tuvo relación con Luce Irigaray hasta 1974 que conoció a Serge Leclaire y trabajó con su grupo Psychanalyse et Politique. Entre 1978 y 1982, trabajó con Bela Grunberger. En 1977, Serge Leclaire, quien considera que el MLF, el movimiento dirigido por Antoinette Fouque, Psicoanálisis y Política, revive el movimiento psicoanalítico introduciendo "el cuerpo y los otros", propuesto por Lacan en un seminario dentro del marco de la Escuela Freudiana de París con Antoinette Fouque, pero Lacan lo rechazó. Fouque propuso la existencia de la libido específicamente femenina "localizada en un correo-etapa genital fálica", de oral-tipo genital: una "libido uterina" o "libido hembra". Creyó que la raíz de la misoginia, era la envidia de la hombres hacia las mujeres por su capacidad de procrear.  Lo llama "la envidia del útero", más potente que la "envidia del pene" conceptualizada por Freud sobre las mujeres. Según la psicoanalista Martine Menès, Lacan estuvo interesado en los debates del MLF pero rehusó la idea de la libido. Fouque se opuso a la idea de las mujeres como hombres inacabados. Lo consideró una fuente de misoginia, induciendo "en todos los campos, la violencia real y simbólica contra las mujeres". Además, sostuvo que la creación de los de seres vivos era "una contribución fundamental de las mujeres a la humanidad".

### Carrera política
Fouque estuvo en las elecciones europeas de 1994 en la lista de Énergie radicale (Energía Radical) dirigida por Bernard Tapie. 
Fue miembro de la izquierda radical de la Eurocámara de 1994 a 1999, del Grupo PES en el Comité de Asuntos Exteriores, del Comité de los Derechos de las Mujeres y Libertades Civiles (Vicepresidenta). 
En 2007 pidió el voto para Ségolène Real en un texto publicado en Le Nouvel Observateur.

## Publicaciones
En la editorial Seuil publishing house se convirtió en editora creando Editions des femmes, las primeras obras de mujeres publicadas en Europa en 1972. Comprometida con la liberación de la mujer publicó libros de autoras de muchos países referidos a ese campo. Consideró que el ambiente intelectual francés era muy machista y la mujer estaba infrarrepresentada especialmente entre escritores que consideraban a las mujeres "gente sin escritura", por lo que trabajó por abrir el mundo de los libros y la escritura a las mujeres. Desde el principio, esta casa editorial tuvo una perspectiva doble: compromiso político para quien entendía el feminismo como la lucha global contra las injusticias y explotaciones, y compromiso literario. Su objetivo era promover la literatura a la vez que la lucha de mujeres. Librerías del mismo nombre, Des Femmes, se abrieron en París (1974), en Marsella (1976) y Lyon (1977). 
Creó además la primera colección de audio libros en Francia La Bibliothèque des voix (1980). Implicada en diarios, Le Quotidien des femmes, de 1974 a junio 1976, Des femmes en mouvement, una revista mensual, de diciembre 1977 a enero 1979, y luego semanal de1979 a 1982. 
Escribió un hermoso manifiesto contra la represión franquista que publicó en Le Monde organizando un comité de solidaridad en el que se incluyeron Sartre, Simone de Beauvoir, Ionescu y numerosos intelectuales reclamando la libertad de España.

## Premios y reconocimientos
- Comendadora de la Legión de Honor
- Comendadora de las Artes y las Letras
- Comandante de la Orden Nacional del Mérito